# Nouvelle synagogue de Berlin
La nouvelle synagogue de Berlin (en allemand : Berlin Neue Synagoge) est une synagogue allemande de Berlin, située rue Oranienburger. Malgré son nom, son inauguration date de 1866. C'est un bâtiment ayant une signification psychologique importante pour la population juive de Berlin, et un monument public remarquable de la deuxième moitié du XIXe siècle. En raison des craintes de vandalisme antisémite et de terrorisme, elle fait l'objet d'une surveillance permanente.

## Projet et construction
Au milieu du XIXe siècle, la communauté juive de Berlin a fortement augmenté. Vers 1860, elle comptait environ 28 000 membres. La synagogue unique se trouvait alors dans l'Heidereutergasse, à proximité du marché Hackescher Markt, dans le centre de Berlin, et n'offrait plus suffisamment de places. La communauté juive fait alors l'acquisition en 1856 d'un terrain donnant sur la rue d'Oranienbourg et lance en avril 1857 un concours d'architecte pour la construction d'une nouvelle synagogue. L'architecte Eduard Knoblauch, membre depuis 1845 de l'Académie des beaux-arts de Prusse, remporte le concours. Il était déjà connu de la communauté, car il avait auparavant restauré l'ancienne synagogue et bâti l'hôpital juif. Mais Knoblauch, gravement malade, doit laisser la place à son ami Friedrich August Stüler, « l'architecte des rois de Prusse » qui exécutera la majorité des travaux et à qui on doit l'aménagement intérieur.
Les travaux de construction débutent après la pose de la première pierre le 20 mai 1859. La Richtfest (fête célébrant la fin du gros œuvre) est célébrée en juillet 1861. C'est alors que les retards vont s'accumuler. L'aménagement intérieur est extrêmement coûteux et la guerre avec le Danemark en 1864 entraînera de nombreuses perturbations. Ce n'est que pour la fête du nouvel an juif, le 5 septembre 1866 (26 Elul 5 626 du calendrier juif) que la synagogue est inaugurée. Le ministre-président de Prusse, futur chancelier du Reich, Otto von Bismarck est présent à la cérémonie.
Eduard Knoblauch dans ses plans, avait incorporé des éléments de style maure, en s'inspirant plus particulièrement de l'Alhambra de Grenade en Espagne. Ce style se démarquait, et se démarque toujours des immeubles alentour de style prussien, mais n'était pas si extraordinaire pour la construction de synagogue au milieu du XIXe siècle. Les juifs par ce choix architectural rappelaient ainsi les origines espagnoles de nombre d'entre eux ; ils évitaient de copier le style gothique qui rappelait trop les édifices religieux chrétiens.

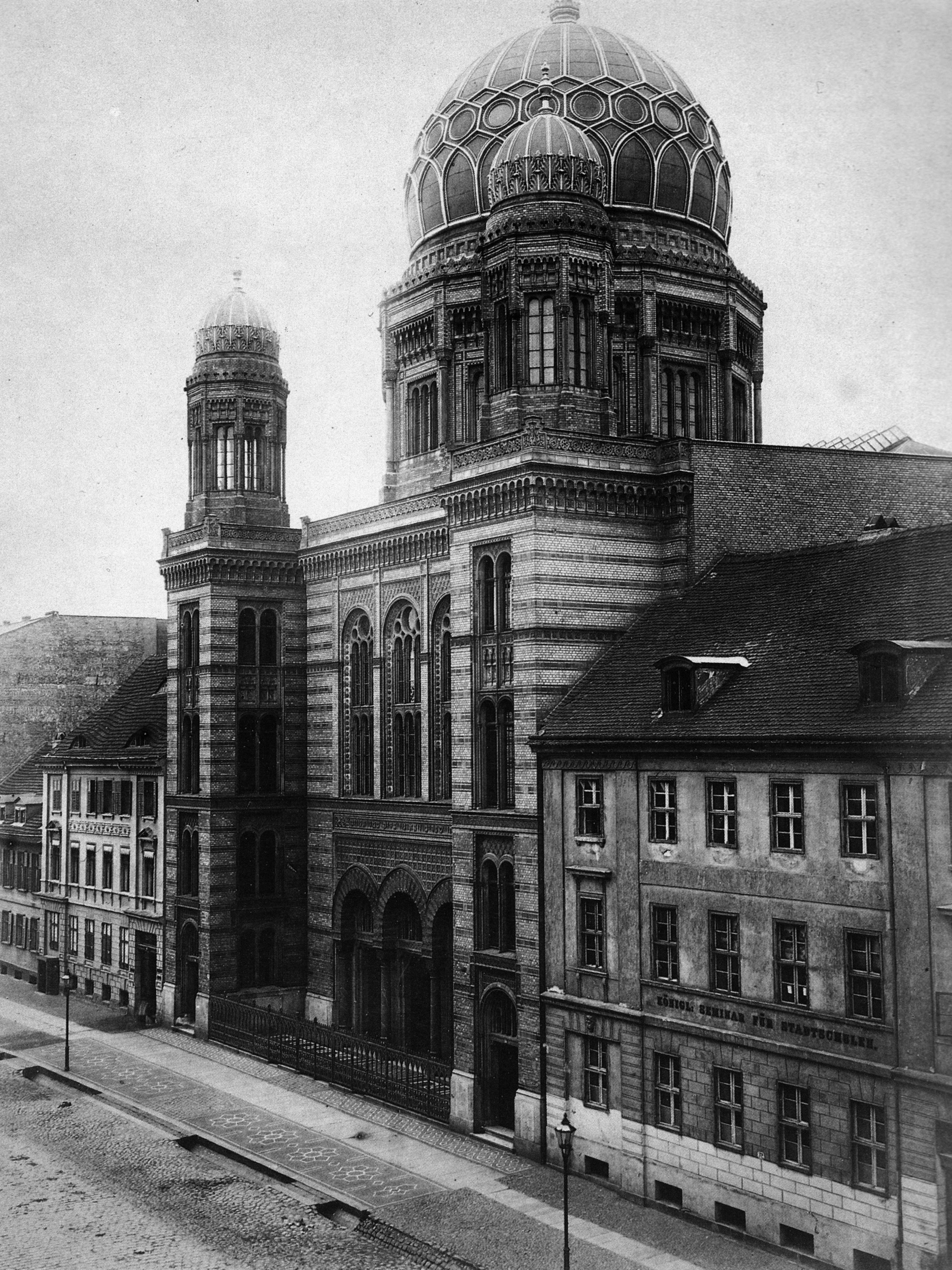
La Neue Synagoge en 1870.

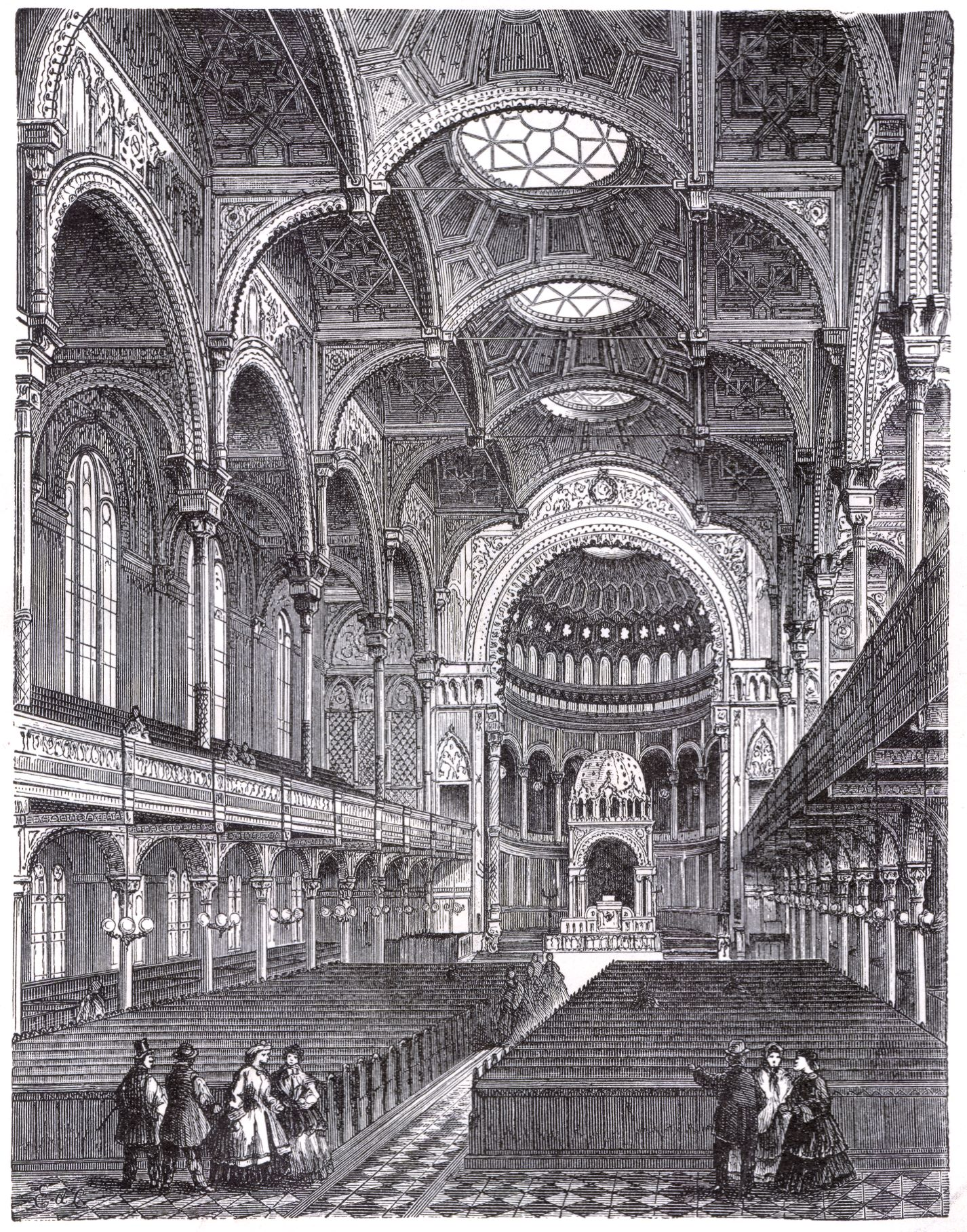
L'intérieur de la synagogue au XIXe siècle.

La coupole principale située au-dessus du hall d'entrée et recouverte de feuilles d'or, culmine à exactement 50,21 m et forme un repère visible brillant à distance lointaine de l'édifice. La façade côté rue fait 29 m de large, et la profondeur du terrain est de 97 m. La façade donnant sur la rue Oraninburger est richement décorée de briques profilées et de terre cuite, accentuées par de la céramique colorée. Derrière le bâtiment frontal, désaxés d'environ 15° en raison de la forme particulière du terrain, se trouvent le vestibule, la présynagogue et la grande salle. Les frais qui avaient été estimés à 125 000 Talers, se sont montés en réalité à 750 000 Talers.
La grande salle de la synagogue contient 3 000 places assises, 1800 pour les hommes et 1200 pour les femmes. L'aménagement intérieur haut en couleur est illuminé de façon saisissante par la lumière venant des fenêtres latérales et des coupoles en verre. La grande nouveauté technique consiste en l'utilisation abondante de structures métalliques, visibles au niveau des piliers d'appui peints, et invisibles pour la construction du plafond de la salle et de la grande coupole.
Theodor Fontane écrit en 1865 dans le journal Kreuzzeitung au sujet de la construction de la synagogue: « ...À tous ceux qui sont intéressés par de nouvelles solutions architecturales, nous recommandons une visite de cette riche maison de Dieu juive, qui efface de loin par sa magnificence et sa grandeur tout ce que les églises chrétiennes ont jusqu'à présent montré... ».
Le lendemain de l'inauguration, le National-Zeitung écrit: « ...La nouvelle maison de Dieu est la fierté de la communauté juive de Berlin. C'est en outre une parure pour la ville, l'une des créations les plus remarquables de l'architecture moderne dans le style maure et l'un des édifices les plus magnifiques qui aient été construits au cours des dernières années ».

## Fonctionnement et destruction
Les antisémites considèrent cette nouvelle synagogue avec sa coupole dorée comme de la provocation. Mais même à l'intérieur de la communauté juive, elle provoque de nombreuses dissensions. Les libéraux soutiennent que ce bâtiment au style maure inaccoutumé, risque de souligner l'étrangeté de la religion juive et être ainsi un frein au processus d'intégration désiré. Les juifs conservateurs émettent de sérieuses réserves en ce qui concerne les différentes innovations liturgiques lors de l'office et contestent l'ornementation intérieure de la synagogue. Le conseil de la communauté appelle un rabbin réformateur Josef Aub et celui-ci dirige l'office suivant un nouveau rite. Les conservateurs contestent en particulier l'utilisation de l'orgue, installé en 1868, pendant l'office. Dans le bâtiment récemment construit, les conservateurs voient un « beau théâtre, mais nullement une synagogue... » En 1869, les membres conservateurs créèrent Adass Jisroel et quittèrent en 1872 la communauté.
En 1885, la nouvelle synagogue devint officiellement la synagogue de la communauté juive de Berlin.
Dans l'ensemble, la majorité des juifs considère ce bâtiment avec fierté et satisfaction comme le symbole de l'importance et de la conscience de la communauté juive de Berlin. La maison de Dieu juive, la plus grande, la plus chère et la plus magnifique d'Allemagne est aussi un exemple pour l'emploi des techniques modernes de construction et devient un monument respecté.

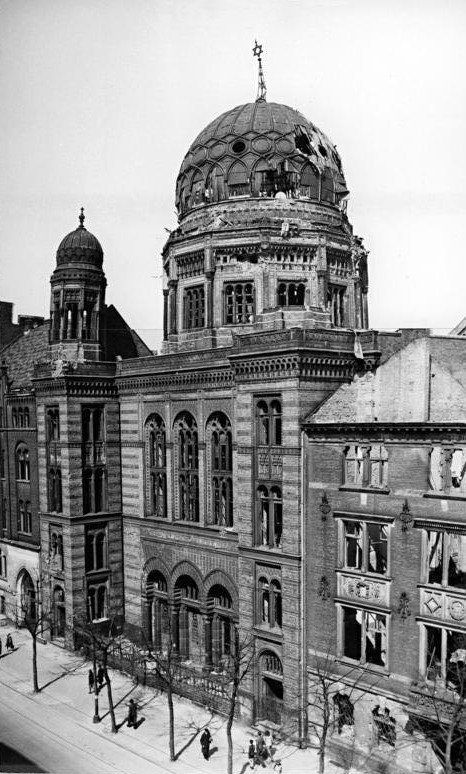
La synagogue en 1948 (photo : archives fédérales).

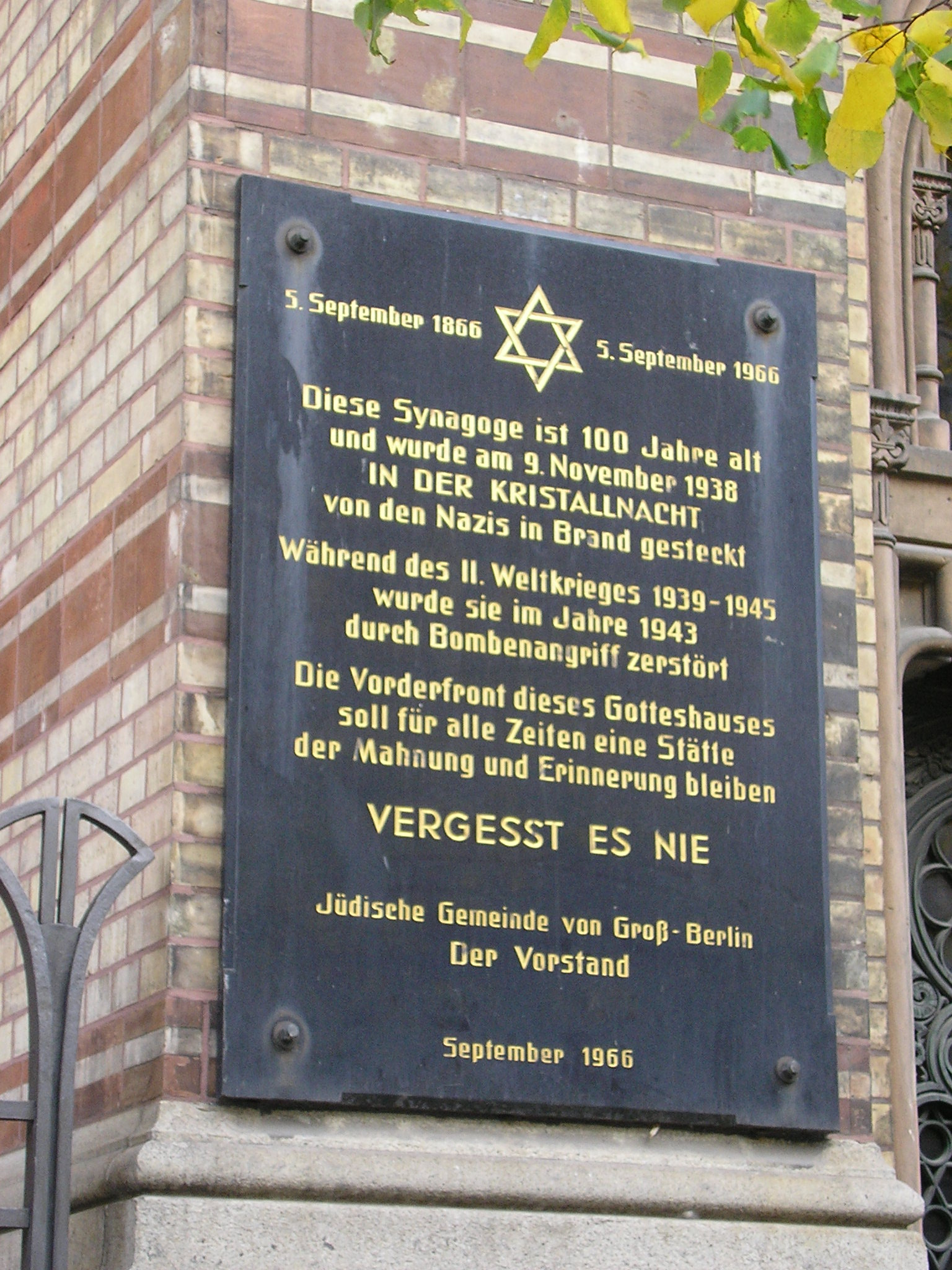
Plaque commémorative de la destruction de la synagogue pendant la Nuit de Cristal : N'oubliez jamais.

Pendant les pogroms de la Nuit de Cristal (Reichskristallnacht) du 9 au 10 novembre 1938, les SA (Sections d'Assauts) du parti nazi commencent à mettre le feu à la synagogue. L'officier de police de la brigade 16, Wilhelm Krützfeld s'oppose aux incendiaires et appelle les pompiers qui réussissent à éteindre le début d'incendie, préservant ainsi la synagogue de la destruction. Krutzfeld qui a réagi courageusement; fut par la suite sujet à de nombreuses brimades. Une plaque commémorative rappelle cette intervention extraordinairement courageuse compte tenu de la situation politique de cette époque.
Épargnée par le feu, la synagogue est de nouveau utilisée pour les offices à partir d'avril 1939. La coupole est recouverte de peinture de camouflage en raison des menaces d'attaques aériennes. Le dernier office est célébré le 30 mars 1940, date à laquelle l'armée la confisque pour l'utiliser comme dépôt de matériel. 
Dans la nuit du 23 novembre 1943, lors d'une attaque aérienne de la Royal Air Force, la synagogue est atteinte et lourdement endommagée. Après la fin de la guerre, quelques juifs survivants de la ville fondent une nouvelle communauté juive et établissent son siège dans l'ancien bâtiment administratif de la synagogue encore intact. Il s'agit avant tout de créer les conditions d'un renouveau de la vie juive à Berlin et de préparer aussi l'émigration principalement vers Israël ou les États-Unis de ceux qui ne veulent pas rester.
Situées dans la partie est de Berlin, sous occupation soviétique, les parties endommagées du bâtiment sont complètement éliminées durant l'été 1958. Seule subsiste la partie du bâtiment donnant sur la rue Oranienburger.

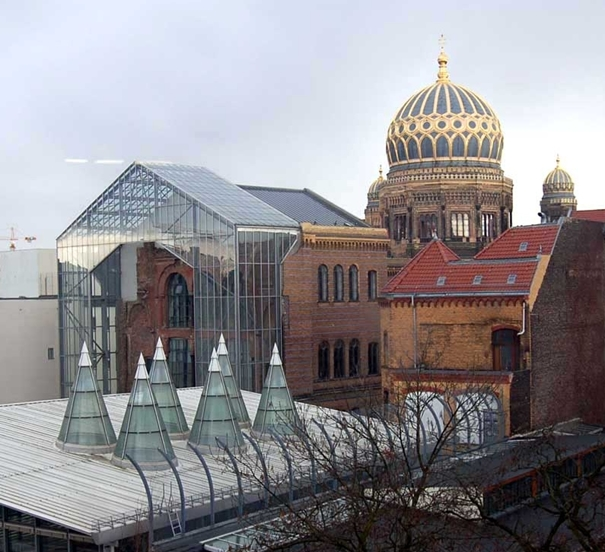
Arrière de la synagogue, montrant la partie reconstruite en style moderne.

## Centrum Judaicum
La communauté juive de Berlin profite de la commémoration du cinquantième anniversaire de la Nuit de Cristal pour lancer le « Centrum Judaicum – Neue Synagogue de Berlin ». Le 10 novembre 1988, se déroule la pose de la première pierre symbolique pour la reconstruction sur les ruines du passé. Différents projets ont été longuement débattus. L'idée d'une reconstruction complète à l'identique est écartée comme tentative d'effacer les malheurs du passé et peut-être de l'oublier aussi. L'ensemble doit redevenir le centre de la vie juive de Berlin, tout en incorporant un mémorial afin de perpétuer le souvenir du passé et la mémoire des disparus.
Le but recherché est de rendre simultanément visible l'architecture magnifique d'autrefois et la destruction violente du temple. La façade très représentative sur la rue Oranienburger avec la coupole principale dorée est reconstruite à l'identique. Une exposition permanente informe de la vie juive à Berlin. L'inscription « Ouvre moi grand les portes » à l'entrée de la synagogue est reprise d'un passage du Livre d'Isaïe (26:2). Certains fragments architecturaux et des parties redécouvertes de l'ancien aménagement intérieur sont aussi présentés. À l'arrière du bâtiment, dans l'espace non reconstruit des pierres délimitent les contours de l'ancienne synagogue. Les travaux de reconstruction sont terminés en 1993 et le bâtiment livré à la communauté le 16 décembre 1994. L'ensemble n'est pas consacré uniquement à la synagogue, mais en plus de l'espace de prière relativement réduit, il comprend différentes installations de la communauté, un foyer socio-éducatif, une galerie d'art ainsi que des restaurants et des cafés casher.